# 4071 Rostovdon
A 4071 Rostovdon (ideiglenes jelöléssel 1981 RD2) a Naprendszer kisbolygóövében található aszteroida. Ljudmila Georgijevna Karacskina fedezte fel 1981. szeptember 7-én.